# Pseuderanthemum repandum
Pseuderanthemum repandum är en akantusväxtart. Pseuderanthemum repandum ingår i släktet Pseuderanthemum och familjen akantusväxter.

## Underarter
Arten delas in i följande underarter:
- P. r. loyaltyense
- P. r. repandum
- P. r. stenopetalum
- P. r. tuberculatum